# داش كام (فلم)
داش كام (بالإنجليزية: Dashcam) هو فيلم رعب أمريكي لعام 2021، من إخراج روب سافاج وسيناريو جيما هيرلي وسافاج وجيد شيبرد، ومن إنتاج جايسون بلوم، تم عرضه لأول مرة في مهرجان تورونتو السينمائي الدولي في 13 سبتمبر 2021.

## روابط خارجية
- مقالات تستعمل روابط فنية بلا صلة مع ويكي بيانات